# Henri Willems
Henri P. Willems (* 30. September 1899; † unbekannt) war ein belgischer Bobfahrer und Olympiateilnehmer von 1924. 
Gemeinsam mit Charles Mulder, René Mortiaux, Paul Van den Broeck und Victor Verschueren gewann Henri Willems im Bob Belgien I Bronze bei den I. Olympischen Winterspielen 1924 in Chamonix.